# Hegyi Gyula (sportvezető)
Hegyi Gyula (Budapest, 1897. október 11. – Budapest, 1978. december 8.) magyar esztergályos, kommunista politikus, sport- és társadalmi vezető, államtitkár, a Magyar Olimpiai Bizottság elnöke, Hegyi Imre pilóta öccse.

## Beosztása, funkciói
Hegyi Kálmán és Kurucz Erzsébet fia. 1919-ben a magyar vörös hadsereg tagja volt. Az 1920-as évek elején Franciaországba emigrált. A billancourti Renault-gyárban dolgozott esztergályosként. A 20-as évek végén tért haza. A vízműveknél dolgozott vízóra-leolvasóként. 1930-tól volt a Vasas SC egyik vezetője. 1942-ben sikerült elérnie, hogy az NB-II Rákóczi csoportját megnyerő együttes élvonalbeli játékjogát a zöld asztal mellett nem vették el.
A második világháború után a vasmunkás szakszervezet egyik vezetője volt. 1945-től lett magas rangú sportvezető. Ebben az évben tagja lesz a koalíciós egyezkedések alapján 15 fősre bővülő Nemzeti Sport Tanácsnak /NSB/. A vasas labdarúgó-szakosztályának elnöke, az MLSZ társelnöke volt. 1947 októberében az iparügyi minisztérium politikai államtitkárának nevezték ki. 1948. március 5-én minisztertanácsi rendelettel létrehozzák az Országos Testnevelési és Sporthivatalt. Ennek államtitkári ranggal első elnöke lesz. A MOB elnöke illetve társelnöke 1951 és 1964 között. 1958-ban a Magyar testnevelési és Sport Tanács (MTST) elnökének nevezték ki. Posztján 1960-ban megerősítették. 1963 decemberétől a Magyar Testnevelési és Sportszövetség elnökhelyettese és országos tanácsának tagja lett. Az MLSZ elnöke 1964-től 1970-ig.

## Díjai, elismerései
- Magyar Köztársasági Érdemrend arany fokozata (1947)[12]
- Munka Vörös Zászló érdemrendje (1957)[13]
- 1975-ben Magyarországon elsőként megkapta a Nemzetközi Olimpiai Bizottság érdemrendjének bronz fokozatát.[14]

## Tallózás az interneten
- Sulinet-50 éves a Népstadion
- Az 1960-as olimpia rendezési jogának elvesztése[halott link]